# 中央区立佃島小学校
中央区立佃島小学校（ちゅうおうくりつ つくだじま しょうがっこう）は、東京都中央区佃2丁目にある公立小学校。

## 概要
中央区に16校ある区立小学校の1つ。1888年(明治21年)に佃島尋常小学校として開校し、1911年(明治44年)から1920年(大正9年)まで休校した。再開後、東京府東京市佃島国民学校・東京都佃島国民学校・東京都中央区立佃島小学校と校名を改め、2000年(平成12年)に現在の中央区立佃島小学校に改称した。
現在の校舎は、隣接する中央区立佃中学校との複合校舎である。校舎の外観には端々に佃島の外形を意匠化した三角形や四角錐のモチーフが用いられている。
本校が所在する東京都中央区佃(佃島)は隅田川の河口に位置しており、隅田川も本校から近い。近隣には大川端リバーシティ21などの新興住宅地域もある。佃島の成り立ちの経緯にちなみ、大阪市立佃小学校と姉妹校として交流している。
中央区内に21ある選挙の投票所の1つ(第16投票所)として用いられている。

## 沿革
- 1888年（明治21年）
  - 10月1日 - 佃島尋常小学校として開校。
  - 10月27日 - 開校式挙行。
- 1893年（明治26年）5月 - 移転。
- 1906年（明治39年）1月8日 - 月島尋常小学校(現・中央区立月島第一小学校)を分校。
- 1911年（明治44年）6月15日 - 休校。本校の児童は全員が月島第二尋常小学校(現・中央区立月島第二小学校)に移収。
- 1920年（大正9年）1月29日 - 再開。この再開以前は、一時的に本校の歴史から消える(後述)。
- 1923年（大正12年）
  - 4月4日 - 月島尋常小学校に併設されていた東京市立月島図書館（現・中央区立月島図書館）が、月島尋常小学校の改築工事のため、本校内に仮移転。
  - 9月1日 - 関東大震災で校舎焼失。本校に臨時で併設されていた月島図書館も焼失。
  - 11月26日 - 関東大震災以前に本校内に仮移転していた月島図書館が、月島尋常小学校の仮設校舎内に移転し閲覧を再開。
- 1929年（昭和4年）12月25日 - 新校舎建築の為仮校舎建築。
- 1931年（昭和6年）5月25日 - 新校舎落成。この日を創立記念日と制定。
- 1941年（昭和16年）4月1日 - 国民学校令により、東京府東京市佃島国民学校に改称。
- 1943年（昭和18年）7月1日 - 東京府と東京市が統合した東京都発足（東京都制施行）により、東京都佃島国民学校に改称。
- 1947年（昭和22年）4月1日 - 学制改革により、東京都中央区立佃島小学校に改称。
- 1949年（昭和24年）6月 - 校舎拡大。
- 1951年（昭和26年）5月25日 - 出口敏夫作詞、釋迢空(折口信夫)選、平井康三郎作曲の校歌を制定。
- 1954年（昭和29年）12月15日 - 第二次世界大戦の影響により臨時休館していた東京都立月島図書館が、東京都中央区立月島簡易図書館（現・中央区立月島図書館）と改称して本校内に移転し閲覧を再開する。
- 1955年（昭和30年）11月25日 - 創立35周年記念式典挙行。この「創立35周年」は、1920年（大正9年）の再開後から数えたものである。こののちに、今まで創立年とされてきた1920年（大正9年）以前から本校が存在していたことが判明する(後述)。
- 1956年（昭和31年）10月1日 - 創立68周年記念式典挙行。この「創立68周年」は、1911年（明治44年）から1920年（大正9年）までの休校以前、すなわち1888年（明治21年）より数えたものである。また、1920年（大正9年）創立とされていたものを1888年（明治21年）創立に、また創立記念日を10月1日に訂正(後述)。
- 1958年（昭和33年）7月31日 - 本校に併設されていた東京都中央区立月島簡易図書館が廃館し、5日後の同年8月5日に東京都中央区立月島図書館と改称したうえで晴海町（現・晴海）に移転し閲覧を再開。
- 1963年（昭和38年）11月20日 - 独立園舎だった東京都中央区立月島幼稚園を本校内に移転のうえ、本校に併設。
- 1965年（昭和40年）12月2日 - 本校（東京都中央区立佃島小学校）と大阪市立佃小学校が姉妹校となる(後述)。
- 1968年（昭和43年）11月27日 - 開校記念日を10月27日に改定。現校章制定。
- 1988年（昭和63年）
  - 3月27日 - 移転。
  - 4月1日 - 東京都中央区立月島幼稚園を分離。
  - 4月1日 - 東京都中央区立佃中学校が本校に隣接して開校。
  - 6月4日 - 東京都中央区立佃中学校と合同で新校舎の落成式を挙行。
- 1989年（平成元年） - 劇中に登場する架空の中学校「佃島第二中学校」のロケ地として本校の旧校舎が使用された、千葉真一製作・山城新伍監督・松方弘樹主演による日本映画『せんせい』が公開[2][3]。
  - 「佃島第二中学校」は、「土地開発のため廃校を控えた中学校である」という設定で、本校の旧校舎を実際に解体する場面も、『せんせい』の撮影に使用された。また、『せんせい』の撮影のために製作された神輿は、旧校舎の最後の記念として、本校の現校舎にある資料室にて30年間保管されてきたが、児童数増加による大規模改修や、資料整理のため、平成31年をもって保管を終了する予定である[3]。
- 1990年（平成2年）10月26日 - 資料室（佃島資料館・大阪佃交歓会資料室）設置。
- 1992年（平成4年）3月27日 - 玄関前に希望の像設置。
- 2000年（平成12年）4月1日 - 中央区条例の題名等を統一する条例の施行により、中央区立佃島小学校に改称。隣接する東京都中央区立佃中学校も中央区立佃中学校に、かつて併設していた東京都中央区立月島幼稚園・東京都中央区立月島図書館も中央区立月島幼稚園・中央区立月島図書館に改称。
  - 本校公式サイトの沿革のページには2001年（平成13年）4月1日改称とあるが、誤り。
- 2014年（平成26年）11月8日 - 本校（中央区立佃島小学校）と大阪市立佃小学校が、交流50周年記念式典・交歓会を開催(会場は本校)[4][5]。
- 2019年（令和元年）10月26日 - 本校（中央区立佃島小学校）と大阪市立佃小学校が、第55回交歓会を開催。この回より、テレビ会議システムにより両校の全校児童が参加して実施される。
- 2025年（令和7年）4月1日 - 本校の通学区域が変更される。

## 校地

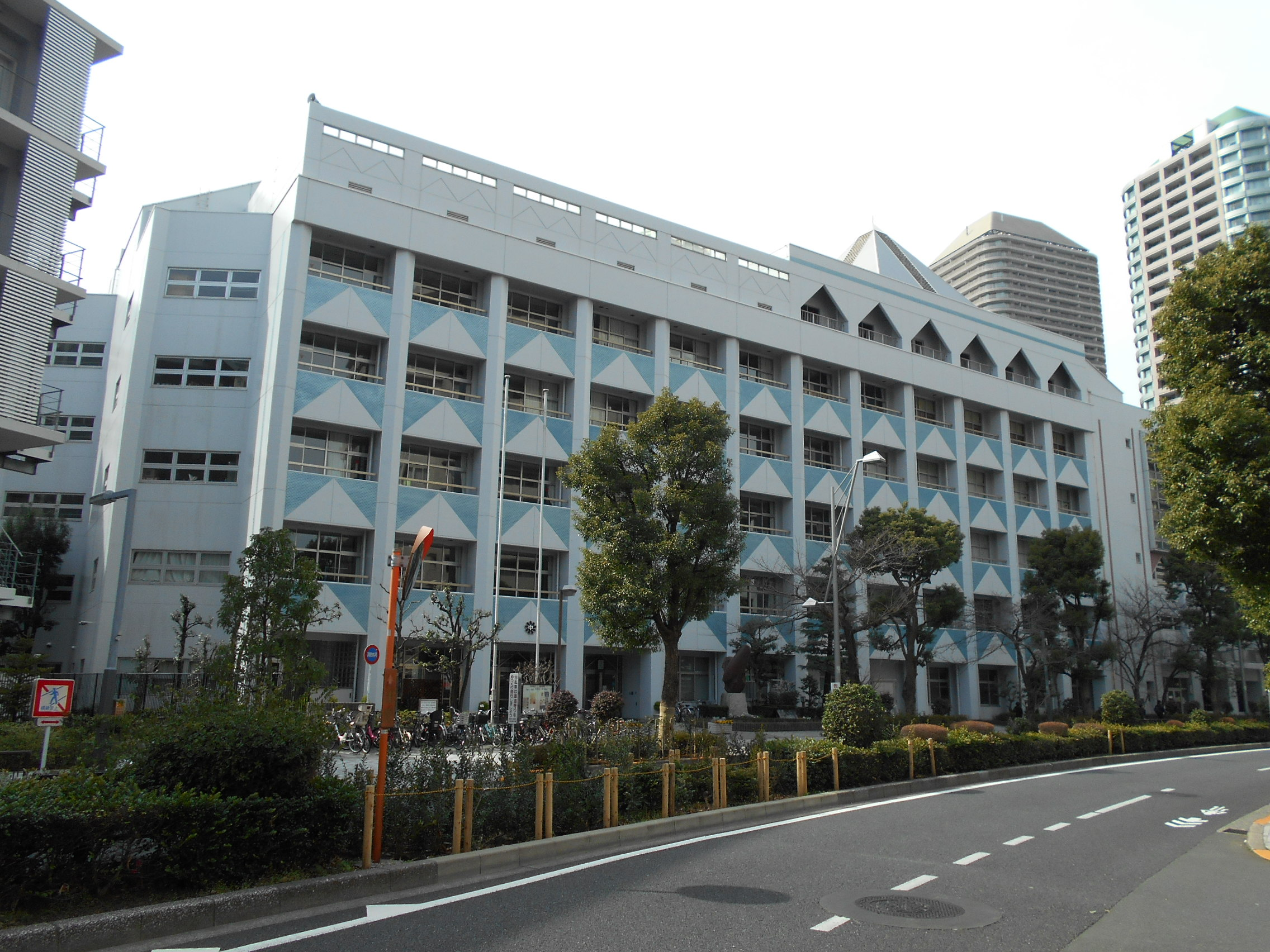
本校の南側に隣接する中央区立佃中学校の校舎

現在の校舎は、隣接する中央区立佃中学校との複合校舎である。

### 所在地
- 東京都中央区佃2丁目3番1号
- 「東京都中央区佃2丁目3番」の街区の全域が複合校舎であり(両校の校庭を含む)、そのうち本校(小学校)は「1号」の住居番号を、中学校は「2号」の住居番号を使用している。

### 校舎
複合校舎の北側が小学校(本校)、南側が中学校(中央区立佃中学校)である。北側の小学校部分は5階建て(5階が屋上)、南側の中学校部分は6階建て(6階が屋上)である。同じ中央区立の小学校と中学校の複合校舎ではあるが小中一貫校ではないため、両校それぞれの玄関が設置されていることをはじめとして、原則として両校の動線は交わらないよう設定されている。ただし、中学校における部活動では、中学校の体育館の他に、小学校の体育館も使用する。
複合校舎の外観は、端々の壁面は三角形のモチーフ、屋上部分は両校1つずつの大きな四角錐のモチーフによって装飾されている。これらのモチーフは、両校の所在する佃島の外形を意匠化したものである。このうち、壁面の三角形のモチーフは同じ形状ながら小学校と中学校で色違いであり、小学校部分は桃色・中学校部分は水色である。

## 通学区域
以下の通り通学区域が定められているが、中央区では「小学校特認校制度」が導入されているため、本校の通学区域から特認校である他の中央区立小学校に入学することも可能である。本校は特認校ではないので、通学区域外から本校に入学することはできない。なお、隣接する中央区立佃中学校の通学区域は、本校と中央区立月島第一小学校の両校の通学区域を合わせたものである。
- 東京都中央区佃1丁目・2丁目
- 東京都中央区月島1丁目[1番、2番、3番(1,2,14,16号)、6～14番、15番(3,7号)、17番(1～3号,5号,6号の一部,11号の一部,12号)、18番、19番、20番(1,2,4号,5号の一部,9号の一部,10号)、23番(2～4号,5号の一部,9号の一部,10号)、24番][7]

### 通学区域の変更
2025年(令和7年)4月1日より、下記区域に通学区域が変更される。
- 東京都中央区佃全域
- 東京都中央区月島1丁目

これまで佃は、1丁目と2丁目が本校の通学区域、3丁目が月島第一小学校の通学区域であったが、今回の通学区域変更により佃全域が本校の通学区域となった。また、月島1丁目についても、本校と月島第一小学校で通学区域を分け合っていた状態だったが、今回の通学区域変更により月島1丁目全域が本校の通学区域となった。
なお、本校と同一の通園区域でありかつて本校に併設されていた月島幼稚園についても、本校の通学区域変更と合わせて同一の通園区域に変更されるほか、この変更に伴う経過措置では現在も月島幼稚園は佃島小学校に併設されているものとみなして取り扱う。また、月島第一小学校ではこの他にも月島第三小学校との間にて通学区域の変更があるため、これに合わせて佃中学校と晴海中学校の通学区域も変更される。

## 児童数と教職員数の推移
大川端リバーシティ21などの新興住宅地域が通学区域に含まれており、その住民らを多く吸収している。
| 年度       | 児童総数 | 1年生 | 2年生 | 3年生 | 4年生 | 5年生 | 6年生 | 教員数 | 職員数 |
| ---------- | -------- | ----- | ----- | ----- | ----- | ----- | ----- | ------ | ------ |
| 平成27年度 | 615      | 88    | 116   | 131   | 96    | 82    | 102   | 27     | 3      |
| 平成28年度 | 639      | 125   | 91    | 118   | 131   | 93    | 81    | 30     | 3      |
| 平成29年度 | 678      | 129   | 124   | 90    | 112   | 134   | 89    | 28     | 4      |
| 平成30年度 | 744      | 136   | 133   | 125   | 98    | 116   | 136   | 31     | 4      |
| 令和元年度 | 763      | 155   | 132   | 132   | 129   | 99    | 116   | 32     | 3      |
| 令和2年度  | 774      | 142   | 151   | 131   | 129   | 125   | 96    | 34     | 4      |
| 令和3年度  | 811      | 144   | 136   | 150   | 130   | 126   | 125   | 36     | 4      |
| 令和4年度  | 813      | 122   | 148   | 139   | 143   | 133   | 128   | 36     | 4      |
| 令和5年度  | 795      | 118   | 123   | 147   | 139   | 139   | 129   | 36     | 4      |
| 令和6年度  | 774      | 130   | 111   | 121   | 145   | 133   | 134   | 36     | 3      |

## 校名
本校の所在地は、1967年（昭和42年）3月の住居表示実施以前は佃島と称されていて、住居表示実施以前に開校した本校の校名はこれに由来する。佃地区では1967年（昭和42年）3月の住居表示実施で佃島が佃と改称されて以降、施設名称にも従来の「佃島」に代わり「佃」を冠する例が増えており、2016年6月現在、中央区立佃島小学校が公共の施設として唯一名称に佃島を含む(なお、民間の施設や団体には築地本願寺佃島説教所、佃島剣道教室、佃島スポーツ少年団などにその名が残る)。なお、隣接する中央区立佃中学校は、住居表示実施後に開校したため、「佃」を冠する。
なお、2000年（平成12年）4月1日の「中央区条例の題名等を統一する条例」の施行に伴い、本校は同日に「東京都中央区立佃島小学校」から「中央区立佃島小学校」に改称している。ただし、現在でも旧校名が使われることもあり、例えば校門前に設置されている校名碑には旧校名の「東京都中央区立佃島小学校」と刻まれている。隣接する中央区立佃中学校も同様であり、校名碑には「東京都中央区立佃中学校」と刻まれている。

## 休校以前の歴史
本校は、1888年（明治21年）に開校したのち、1911年（明治44年）から1920年（大正9年）まで休校している。この休校ののち、本校の開校は、本校が再開した1920年（大正9年）とされた。したがって、この再開以前の本校の歴史は一時的に消えた。のちに、1955年（昭和30年）10月に就任した学校長が、就任早々に、「佃島小学校から分校したはずの月島第一小学校が創立49周年で、佃島小学校が今年創立35周年なのはおかしい」と気付いた。分校した月島第一小学校よりも佃島小学校のほうが歴史が短い、という矛盾を見つけたのである。この学校長が、古文書を調べたり、本校の卒業生に聞いて回ったりした結果、明治時代に授与された本校の卒業証書を持つ者が現れ、1888年（明治21年）創立という事実が判明した。このことにより、1920年（大正9年）創立とされていたものが1888年（明治21年）創立に、また創立記念日は10月1日に訂正され、本校の歴史は、それまで分かっていたものより32年伸びた。また、このことにより、1955年（昭和30年）11月25日に挙行された創立35周年記念式典から1年足らずの1956年（昭和31年）10月1日に創立68周年記念式典が挙行された。現在の本校の卒業証書番号は、1920年（大正9年）から数えられている番号である。

## 姉妹校
所在地の東京都中央区佃には、摂津国佃村(現在の大阪府大阪市西淀川区佃)の漁夫33人が江戸に移り住み、この島を故郷の地名から「佃嶋」と命名した歴史があることから、中央区立佃島小学校と大阪市立佃小学校は姉妹校として交流している。なお、交流に際しては、中央区立佃島小学校を「東京佃島小学校」、大阪市立佃小学校を「大阪佃小学校」と呼称している。
1964年（昭和39年）夏に大阪佃小学校の教員が偶然本校に訪問し、翌年の1965年（昭和40年）4月に大阪佃小学校のPTA副会長と児童4名が本校を参観し、このことが交流のきっかけとなった。
同年10月12日、「由緒ある大阪市立佃小学校との交流を図りたい」として本校PTA会長と話し合いを続けていた本校学校長が、PTA会長・PTA参与とともに大阪佃小学校を訪問して、両校間に姉妹校の関係が結ばれるに至った。この訪問が、現在まで続く交歓会の第1回とされる。
両校は、毎年交歓会を実施している。2018年（平成30年）までは、1年交代で一方の学校の児童代表及び教職員代表がもう一方の学校を訪問し、交歓会を実施していた。2019年（令和元年）からは、大阪佃小学校の所在地である大阪府大阪市西淀川区と「教育・人づくり分野」で連携協定を結ぶリコージャパンの協力により、オンラインのテレビ会議システムによる中継で両校を繋ぎ、全校児童が参加して実施されている。それまでは、会場ではない学校の児童は訪問した児童しか参加できなかったが、最先端のICTを用いることによって、両校の全校児童が参加できるようになった。
本校の周辺にある住吉神社は、大阪佃小学校の周辺にある田蓑神社の神主が江戸佃島に移住した際に分霊して創建したものであるが、田蓑神社内に設置されている「佃漁民ゆかりの地」の石碑の案内板には、本校と大阪佃小学校が姉妹校として交流している旨が記されている。
なお、中央区立佃中学校と大阪市立佃中学校は姉妹校ではない。

## 学校の周辺
- 大川端リバーシティ21
- 住吉神社
- 中央区立佃公園
- 中央区立石川島公園
- 中央区立佃児童館
- 中央区立つくだ保育園
- 社会福祉法人道輝会みちてる保育園
- 石川島記念病院

## 交通アクセス
- 東京メトロ有楽町線・都営大江戸線 月島駅下車 6番口 徒歩7分
- JR京葉線 越中島駅下車 徒歩12分
- 都営バス 東16系統・深夜14系統 リバーシティ21停留所
- 日立自動車交通 江戸バス(中央区コミュニティバス)南循環 シニアセンター停留所
- 八重洲通り沿いに本校はある。